# MTV Movie & TV Award de la meilleure performance comique
Le MTV Movie & TV Award de la meilleure performance comique (MTV Movie Award for Best Comedic Performance) est une récompense cinématographique et télévisuelle décernée chaque année depuis 1992 par MTV Movie & TV Awards. Le prix n'a pas été remis lors de la cérémonie de 2013. 
De 1992 à 2016, la cérémonie ne récompensait que le cinéma mais depuis 2017, elle récompense aussi les émissions de télévisions.

## Palmarès

### Années 1990
- 1992 : Billy Crystal dans La Vie, l'Amour, les Vaches

- 1993 : Robin Williams dans Aladdin

- 1994 : Robin Williams dans Madame Doubtfire

- 1995 : Jim Carrey dans Dumb and Dumber

- 1996 : Jim Carrey dans Ace Ventura en Afrique

- 1997 : Jim Carrey dans Disjoncté

- 1998 : Jim Carrey dans Menteur, menteur

- 1999 : Adam Sandler dans Waterboy

### Années 2000
- 2000 : Adam Sandler dans Big Daddy

- 2001 : Ben Stiller dans Mon beau-père et moi
  - Martin Lawrence pour le rôle de Malcolm Turner / Big Mamma dans Big Mamma (Big Momma's House)

- 2002 : Reese Witherspoon dans La blonde contre-attaque

- 2003 : Mike Myers dans Austin Powers dans Goldmember

- 2004 : Jack Black dans Rock Academy

- 2005 : Dustin Hoffman dans Mon beau-père, mes parents et moi

- 2006 : Steve Carell dans 40 ans, toujours puceau

- 2007 : Sacha Baron Cohen dans Borat

- 2008 : Johnny Depp dans Pirates des Caraïbes : Jusqu'au bout du monde

- 2009 : Jim Carrey dans Yes Man

### Années 2010
- 2010 : Zach Galifianakis dans Very Bad Trip

- 2011 : Emma Stone dans Easy Girl

- 2012 : Melissa McCarthy dans Mes meilleures amies

- 2014 : Jonah Hill dans Le Loup de Wall Street

- 2015 : Channing Tatum dans 22 Jump Street
  - Rose Byrne dans Nos pires voisins
  - Kevin Hart dans Témoin à louer
  - Chris Pratt dans Gardiens de la Galaxie
  - Chris Rock dans Top Five

- 2016 : Ryan Reynolds dans Deadpool
  - Amy Schumer dans Crazy Amy
  - Kevin Hart dans Mise à l'épreuve 2
  - Melissa McCarthy dans Spy
  - Rebel Wilson dans Pitch Perfect 2
  - Will Ferrell dans En taule : Mode d'emploi

- 2017 : Lil Rel Howery dans Get Out
  - Ilana Glazer & Abbi Jacobson dans Broad City
  - Adam Devine dans Workaholics
  - Seth MacFarlane dans Les Griffin   
  - Seth Rogen dans Sausage Party
  - Will Arnett dans Lego Batman, le film

- 2018 : Tiffany Haddish dans Girls Trip
  - Jack Black dans Jumanji: Bienvenue dans la jungle
  - Dan Levy dans Schitt's Creek
  - Kate McKinnon dans Saturday Night Live
  - Amy Schumer dans Moi, belle et jolie

- 2019 : Dan Levy dans Schitt's Creek
  - Awkwafina dans Crazy Rich Asians
  - John Mulaney dans Big Mouth
  - Marsai Martin dans Little
  - Zachary Levi dans Shazam!